# Disney Channel (Niemcy)
Disney Channel Niemcy, Austria & Szwajcaria – niemiecki kanał telewizyjny. Rozpoczął on emisję 16 października 1999 roku. Od 17 stycznia 2014 jest dostępny jako FTA.

## Seriale i filmy
- Kacze opowieści (2017)
- Fineasz i Ferb
- Smerfy
- My Little Pony: Przyjaźń to magia
- Dharma i Greg
- Goldbergowie
- Niania
- Disney Junior
- Ulica Dalmatyńczyków 101
- Super 4
- Obóz Kikiwaka
- Pat i świat
- Miraculum: Biedronka i Czarny Kot
- Star Butterfly kontra siły zła
- Ghost Force